# Румен Стоянов (писател)
Вижте пояснителната страница за други личности с името Румен Стоянов.
Румен Бориславов Стоянов е български поет, писател, преводач, дипломат, преподавател в Софийския университет „Св. Климент Охридски“ в Катедрата по испанистика и португалистика. Той е единственият българин почетен доктор в Латинска Америка („Университета на гр. Бразилия“, 2012).
Автор на превода на книгата „100 години самота“ на Габриел Гарсия Маркес. В кампанията „Голямото четене“ романът се нарежда на 12 място по предпочитания сред зрителите на БНТ. Преводач е и на други испано- и португалоговорещи писатели, сред които Хулио Кортасар, Хорхе Луис Борхес, Алехо Карпентиер, Карлос Друмонд де Андраде, Фернандо Песоа, Висенте Алейсандре и др.
Автор е на повече от 30 книги, две от тях писани на португалски. Има многобройни статии, предговори, послеслови, есета, публицистика и научни изследвания. Член е на Съюза на българските писатели.
Десет години е културно и пресаташе в българското посолство в Бразилия (1972 – 1975, 1992 – 1995 и 2001 – 2004).
За книгата „Чака ме светът“ сам казва, че тя „проследява разпространението на Вапцаровата поезия в 15 от испано- и португалоезичните страни и на влиянието ѝ върху техните поети, където 19 поети от 10 страни са му посветили стихотворения“ .
В книгата „Борба за език“ Румен Стоянов излага тезата, че с изхвърлянето на Е-двойно (ятовата гласна), предаваща основни диалекти в говора с екането и якането, от българския правопис през 1922 г. и окончателно през 1944 г. се отваря пролука за изкуствено отделяне на македонски език, който според Стоянов е „прогласен от шепа хора, събрани в манастира „Св. Прохор Пчински“, на 2 август 1944 г.“

## Биография[7]
Румен Стоянов е роден на 29 октомври 1941 г. в с. Драганово, област Велико Търново. Основно образование получава в с. Драганово, а гимназиално – в Горна Оряховица. Следва българска и испанска филология в Софийския университет „Св. Климент Охридски“ (1961 – 1964). Като стипендиант завършва c отличие испански език и испаноамериканска и кубинска литература в Хаванския университет (1967) с дипломната работа „Двама перуански романисти – Хосе Мария Аргедас и Марио Варгас Льоса“. В Куба изкарва двегодишен курс по португалски и седеммесечна следдипломна специализация по художествен превод от български. Две години (1968 – 1970) е преводач с испански и португалски в София. Преподава испански като хоноруван (от 1969), а от следващата година спечелва конкурс за редовен преподавател, в Катедрата по испанска и португалска филология в Софийския университет. Отговорник на новооткритата португалска филология (1992). В СУ води следните курсове: странознание на испанозечните страни, доколумбови култури, българската литература в Ибероамерика, увод в българската испанистика, странознание на Бразилия, бразилска литература, българо-бразилски културни отношения, португалска литература, как да пишем есе, превод на поезия от испански и португалски.
     Пет години (1983 – 1988) преподава български език и култура в Мексиканския национален автономен университет. В Университета на гр. Бразилия изнася четири семестъра по български език и култура и един за бразилското литературно присъствие в България. Наблюдател на Фестивала на карибските култура (1979) в Хавана. По негово предложение основаното от нобелиста Октавио Пас мексиканското списание „Плурал“ основава международен литературен конкурс за стихове, разказ, есе на португалски и е член на журито (1985 и 1986). Избран е за член на Международното сдружение на писателите и артистите в Блъфтън, САЩ. Разведен, с двама сина.
     Живее 18 години в Латинска Америка, от тях 10 на дипломатическа работа в Бразилия. Негови публикации са излизали в Куба, Мексико, Никарагуа, Испания, Уругвай, Перу, Еквадор, Гватемала, Венесуела, Аржентина, Коста Рика, Бразилия, Португалия, Холандия, Австрия, Унгария, Русия, Молдова.
     Превежда от и на (белетристика и поезия) испански, португалски, а откъслечно и от каталонски, галисийски, френски. Първият му отпечетан превод е от испански (1963), а от следващата година – на испански, стихотворения. Превел е десетки книги, между тях „Сто години самота“, пет на Кортасар, две на Борхес, две на Карпентиер.
      През 2000 г. е удостоен с орден „Барон Рио Бранко“, офицерска степен, по случай 500-годишнината от откриването на Бразилия. Софийският университет „Свети Климент Охридски“ му присъжда своя нагръден почетен знак (2006). Марин Градинаров прави авторския документален филм „Гурбетчии от Бразилия“(2006) за Румен Стоянов.
Почетна грамота на министерството на културата „за развитие и популяризиране на българската култура“ (2009). Почетен доктор на Университета на гр. Бразилия (2012).
Има двама синове, занимаващи се с музика и архитектура.

### Поетическите сборници
- „Злак“, 2012, ISBN 978-954-2927-10-5
- „Тяга“, 2007, ISBN 978-954-315-048-9
- „Кърчаг“, 2005, ISBN 954-8538-11-3, 9789548538114
- „Ракла“, 2003, ISBN 954-8041-04-9, 9789548041041
- „Прилив“, 1989
- „Погача“, 1993
- „Бавни стихотворения“, 1983, „Народна младеж“
- „Стихотворения в Бразилия“, 1981 (писана на португалски), Рио Де Жанейро, ISBN 978-85-230-0968-7

### Проза
- „Чака ме светът“. София: Университетско издателство „Св. Климент Охридски“, 2010, ISBN 978-954-9384-13-0
- „Борба за език“. София: Огледало, 2008, ISBN 978-954-8041-39-3
- „Летопис на рунтавото време“ (1998), ISBN 954-8260-28-X
- „Откъси“ (1999), ISBN 954-8642-93-X
- „Аз съм българин“ (1999), ISBN 954-509-188-6